# I Stand
I Stand (Resto in piedi) è un singolo della cantante ceca Gabriela Gunčíková, presentato l'11 marzo 2016 e messo in commercio il giorno successivo. Il brano, scritto da Aidan O'Connor, Sara Biglert e Christian Schneider, ha rappresentato la Repubblica Ceca all'Eurovision Song Contest 2016.
Gabriela ha cantato I Stand per decima nella prima semifinale del 10 maggio sul palco dell'Eurovision a Stoccolma e si è qualificata per la finale del 14 maggio, sancendo la prima apparizione nella storia dell'Eurovision della Repubblica Ceca nella grande finale. Nella serata finale Gabriela ha cantato per seconda su 26 partecipanti.
Nella semifinale I Stand è finita nona su 18 partecipanti con 161 punti, di cui 41 dal televoto, nel quale è arrivata dodicesima, e 120 dalla giuria, per la quale è stata la quarta più votata. Nella finale Gabriela ha ottenuto 41 punti, tutti dalle giurie, piazzandosi venticinquesima su 26 partecipanti.

## Tracce
Download digitale
1. I Stand – 3:00
2. I Stand (Instrumental Version) – 3:00